# Gleźno
Gleźno (niem. Hohenwalde) – wieś sołecka w Polsce położona w województwie zachodniopomorskim, w powiecie choszczeńskim, w gminie Choszczno. W latach 1975–1998 miejscowość administracyjnie należała do województwa gorzowskiego. W roku 2007 wieś liczyła 115 mieszkańców. 

## Geografia
Wieś leży ok. 4,5 km na południowy zachód od Choszczna, w pobliżu byłej linii kolejowej nr 410. 

## Historia
W latach 1232–1235 książę Władysław Odonic nadał tereny obecnej wsi cystersom z Kołbacza, którzy założyli tutaj duży folwark i młyn wodny. W XVIII w. wieś składała się z dwóch majątków, które odkupił częściowo Leopold von Heyden. W poł. XIX wieku działała we wsi gorzelnia i cegielnia. W 2. poł. XIX w. wzniesiono okazały pałac, który na skutek działań wojennych uległ spaleniu - pozostały po nim jedynie piwnice i fundamenty. W 1892 r. majątek przejęła rodzina Behme, która gospodarowała do czasów II wojny światowej. Po przedwojennym kościele pozostała tylko ceglana brama.

## Zabytki
Do wojewódzkiego rejestru zabytków wpisany jest:
- park pałacowy z aleją dojazdową z XVIII wieku, pozostałość po pałacu. Na terenie parku położone są dwa stawy, rośnie aleja dębów z bluszczem. Znajduje się również podziemna krypta - pozostałość grobowca.